# اغوز یبغو
دولت اغوز یبغو یک دولت ترکی بود که توسط ترکان اوغوز در سال ۷۶۶ میلادی تأسیس شد و از لحاظ جغرافیایی در منطقه ای بین سواحل دریای خزر و آرال واقع شده بود. قبایل اوغوز در سرزمین وسیعی شامل قزاقستان امروزی و منطقه دریای آرال، دره سیردریا، دامنه کوهستان قره‌داغ، حاشیه رودخانه چو و کوهستان تین شان را حکمرانی کردند.

## ریشه‌شناسی نام
ریشه‌شناسی نام «اوغوز» بارها در ادبیات تاریخی و فلسفی مورد بحث قرار گرفته است. این اصطلاح احتمالاً به معنای «قبایل» یا «اتحادیه قبیله‌ای» است و سپس می‌تواند به یک اسم قومی جمعی تبدیل شود. غُز یا اوغوز کنفدراسیون یا مجموعه از مردمان تُرک است. سنگ‌نبشته اورخون که تُرکمانان اولیه را توصیف می‌کند، احتمالاً به اغوز اشاره دارد.

## تاریخ

رؤسای قبایل تُرکان اوغوز، مردم قبایل، خوب بشنوید. اگر خداوند نابود نکند یا زمین نبلعد، چه کسی می‌تواند قبایل تُرک و قانون‌شان را نابود کند؟ (سنگ‌نبشته اورخون)

اولین مرجعی که از دولت اغوز یاد کرده است، مورخ و جغرافی‌دان عرب یعنی یعقوبی است که جنگهای ترکان اغوز علیه کیمک‌ها و قرلق‌ها را ذکر است. ابن الفقیه، جغرافی‌دان دیگر گزارش داده که اوغوزها بهمراه کیمیکها و توغوز اوغوزها «پادشاهان» منطقه بودند و در میان تُرکان احترام داشتند.

### مهاجرت به ایران
در قرن یازدهم میلادی مهاجرت ترک‌های غُز به ایران و خاور نزدیک آغاز شد. این جنبش توسط روسای قبیله قنق، طغرل بیک و چغری بیگ، نوه‌های سلجوق انجام شد. این گروه مهاجر به مرور زمان سلسله سلجوقیان را تشکیل دادند. در سال ۱۰۲۵ میلادی بخشی از سلجوقیان در ترکمنستان امروزی به مرکزیت شهر نیسا ساکن شدند. در ۱۰۳۴–۱۰۳۵ میلادی، رعایای طغرل بیک به آنها پیوستند. در سالهای ۱۰۳۸–۱۰۴۰ میلادی سلجوقیان با غزنویان جنگیدند و نیشابور را تصرف کردند. متعاقباً آنها توانستند دولت بزرگی را ایجاد کنند که شامل ایران، آسیای صغیر و بخشهایی از آسیای مرکزی می‌شد.

### پایتخت
جغرافی‌دانان عرب قرن دهم مانند مسعودی و شریف ادریسی از شهری در اوغوز به نام ینگی‌کند یاد می‌کنند، دو منبع (ابن رسته و ابن حوقل) حتی آن را پایتخت اوغوز یبغو می‌نامند. از اوایل دهه ۱۹۲۰، شرق‌شناس وی.وی. بارتولد این شهر را به عنوان مکان تاریخی ینگی‌کنت معرفی کرد.

## ترکیب قومیتی
طبق گفته محمود کاشغری (قرن یازدهم میلادی)، کنفدراسیون اغوز از ۲۴ قبیله تشکیل شده بود که ۱۲ قبیله آنها بوزاُخ (به معنای تیرهای خاکستری) و ۱۲ قبیله اوچ‌اُخ (به معنی سه قبیله یا تیرهای سه‌گانه) جناح بوزاُخ از موقعیت ممتازی برخوردار بود. نویسندگان بعدی، به ویژه ابوطاهر مروزی، حدود ۱۲ قبیله را توصیف می‌کنند. اختلاف بین منابع احتمالاً در نتیجه تقسیم ترکان اغوز به دو بخش است، بوزاُخ و اوچ‌اُخ به ترتیب متعلق به جناح راست و جناح چپ ارتش آنها بود.

## زبان
آن‌ها به زبان ترکی صحبت می‌کردند.